# Les Chariots de feu
 (septembre 2021).
Si vous disposez d'ouvrages ou d'articles de référence ou si vous connaissez des sites web de qualité traitant du thème abordé ici, merci de compléter l'article en donnant les références utiles à sa vérifiabilité et en les liant à la section « Notes et références ».
Pour plus de détails, voir Fiche technique et Distribution.
Les Chariots de feu (Chariots of Fire) est un film britannique réalisé par Hugh Hudson et sorti en 1981. Le film s'inspire librement de l'histoire de deux athlètes britanniques concourant aux Jeux olympiques d'été de 1924, Harold Abrahams et Eric Liddell.
Le titre du film est inspiré d'un vers tiré du poème de William Blake adapté dans l'hymne britannique Jérusalem, que l'on entend d'ailleurs à la fin du film.
Le film rencontre un succès public et critique. Il obtient sept nominations aux Oscars 1982 et en remporte 4, dont celui du meilleur film. Le film est aussi connu pour son célèbre thème musical composé par Vangelis. La bande originale sera un succès commercial également.

## Synopsis

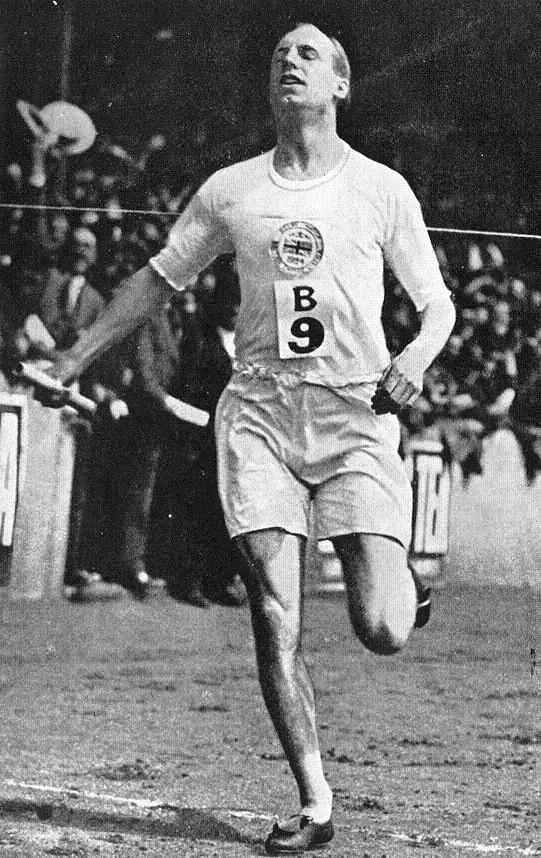
Eric Liddell lors des Jeux olympiques de 1924.

Aux Jeux olympiques d'été de 1924 de Paris, l'Anglais Harold Abrahams, juif, doit surmonter l'antisémitisme et la barrière de classe pour pouvoir se mesurer à celui que l'on surnomme l'Écossais volant, Eric Liddell, au 100 mètres. Ce dernier, fervent pratiquant protestant presbytérien, déclare cependant forfait car ses convictions lui interdisent de courir un dimanche. À la place, Liddell est autorisé à prendre le départ du 400 mètres, un jeudi.

## Fiche technique
Sauf indication contraire, les informations mentionnées dans cette section peuvent être confirmées par la base de données cinématographiques IMDb,  présente dans la section « Liens externes ».
- Titre francophone : Les Chariots de feu
- Titre original : Chariots of Fire
- Réalisation : Hugh Hudson
- Scénario : Colin Welland
- Musique : Vangelis (crédité Vangelis Papathanassiou)
- Décors : Roger Hall
- Costumes : Milena Canonero
- Photographie : David Watkin
- Montage : Terry Rawlings
- Production : David Puttnam
- Sociétés de production : Allied Stars Ltd. et Enigma Productions
- Société de distribution : 20th Century Fox (Royaume-Uni, France)
- Pays de production :  Royaume-Uni
- Langue : anglais
- Format : couleur
- Genre : drame biographique, sport
- Durée : 119 minutes
- Dates de sortie :
  - Royaume-Uni : 30 mars 1981
  - France : 20 mai 1981 (festival de Cannes) ; 22 mai 1981 (sortie nationale)[1]
- Affiche : René Ferracci (France)

## Distribution
- Ben Cross (VF : Richard Darbois) : Harold Abrahams
- Ian Charleson (VF : Jean-Pierre Leroux) : Eric Liddell
- Nicholas Farrell (VF : Pierre Arditi) : Aubrey Montague
- Nigel Havers (VF : Pierre Guillermo) : Lord Andrew Lindsay
- Cheryl Campbell (VF : Chris Verger) : Jennie Liddell
- Alice Krige (VF : Marion Loran) : Sybil Gordon
- Ian Holm (VF : Claude Joseph) : Sam Mussabini
- Nigel Davenport (VF : Jean-Claude Michel) : Lord Birkenhead
- John Gielgud (VF : Georges Aminel) : le principal de Trinity College
- Lindsay Anderson (VF : Jean Davy) : le principal de l'université de Caïus
- David Yelland (VF : Éric Legrand) : le prince de Galles
- Peter Egan (VF : Joël Martineau) : le duc de Sutherland
- Struan Rodger (VF : Jean Roche) : Sandy McGrath
- Daniel Gerroll (VF : Vincent Violette) : Henry Stallard
- Patrick Magee (VF : Michel Gudin) : Lord Cadogan
- Dennis Christopher (VF : Guy Chapellier) : Charley Paddock
- Brad Davis : Jackson Scholz
- Yves Beneyton : Georges André
- Gerry Slevin (VF : Georges Atlas) : le colonel John Keddie
- Richard Griffiths (VF : Jacques Ferrière) : M. Rodgers
- Andrew Hamkins (VF : Bernard Pisani) : le secrétaire de Gilbert & Sullivan Society
- John Young (VF : Jean-François Laley) : le révérend J.D. Liddell
- Benny Young (VF : Vincent Grass) : Rob Liddell
- Stephen Mallatratt (VF : Georges Poujouly) : Tom Watson
- Kenneth Branagh : étudiant de Cambridge (non crédité, il apparaît à la 13e minute dans la foule des collégiens)
- Stephen Fry : chanteur sur le HMS Pinafore (non crédité)

## Production

### Tournage

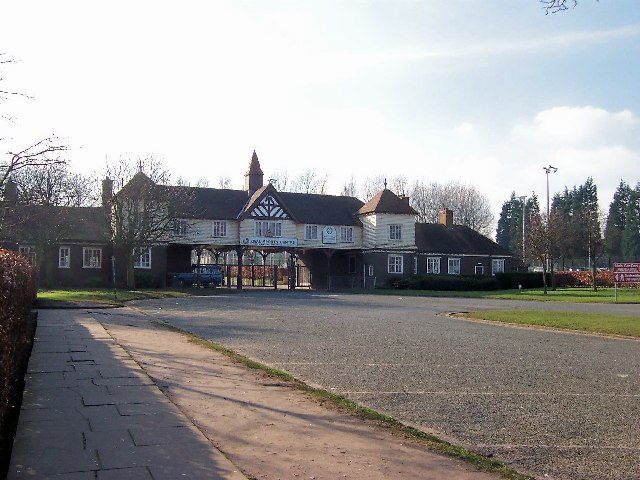
Le tournage a notamment lieu au Oval Centre de Bebington.

Le tournage a lieu d'avril à juin 1980. Il se déroule en Angleterre (Bebington, Liverpool, Birkenhead, St Helens, York, Université de Cambridge, Beaconsfield,...) et en Écosse (Édimbourg, St Andrews, Perth).

### Musique
La musique du film est composée, arrangée, interprétée et produite en album par Vangelis en 1981.
La musique du générique du début du film, Titles, est particulièrement célèbre, ayant notamment souvent été reprise par la suite pour caractériser des instants de gloire ou de succès.
À une époque où les orchestrations traditionnelles en musique de film sont encore la norme, la bande originale de Vangelis se distingue par l'usage prédominant des instruments électroniques (synthétiseur) et n'est pas sans rappeler d’autres compositions similaires comme celles de Giorgio Moroder pour le film Midnight Express en 1978.
Musiques additionnelles
Outre les compositions de Vangelis, on entend aussi durant le film les morceaux suivants :
- He is an Englishman de l'opéra-comique, H.M.S. Pinafore (1878)
  - Musique d'Arthur Sullivan
  - Texte de William S. Gilbert
- Three Little Maids from School Are We de l'opérette, The Mikado (1885)
  - Musique d'Arthur Sullivan
  - Texte de William S. Gilbert
- With Catlike Tread de l'opéra-comique, The Pirates of Penzance (1879)
  - Musique d'Arthur Sullivan
  - Texte de William S. Gilbert
- Jerusalem (1916) (figure sur l'album de Vangelis)
  - Musique de Sir Charles Hubert Hastings Parry (1916)
  - Texte de William Blake (1804)
- The Soldiers of Our Queen de l'opéra-comique, Patience (1881)
  - Musique d'Arthur Sullivan
  - Texte de William S. Gilbert
- There Lived a King de l'opéra-comique, The Gondoliers (1889)
  - Musique d'Arthur Sullivan
  - Texte de William S. Gilbert
- The Campbells are Coming
  - Traditional Pipe Music
- Yankee Doodle
  - Musique traditionnelle Anglaise
- God Save the King (1744)
  - Traditionnelle
  - Écrit par Henry Carey
- Jesus Shall Reign (1793)
  - Musique de John Hatton (1793)
  - Texte d'Isaac Watts (1719)
- The Skater's Waltz, Op.183 (1882)
  - Écrit par Émile Waldteufel
- La Marseillaise (1792)
  - Écrit par Claude Joseph Rouget de Lisle
- The Star-Spangled Banner (1814)
  - Musique de John Stafford Smith
- When Johnny Comes Marching Home (1863)
  -     - Musique de Patrick Gilmore[4]

## Box-office
Au cours de ses quatre premières semaines à l'Odeon Haymarket, le film a rapporté 106 484 £. Les Chariots de feu était le film britannique le plus rentable de l'année avec 1 859 480 £ de recettes. Son montant brut de près de 59 millions de dollars aux États-Unis et au Canada en a fait l'importation de films la plus rentable aux États-Unis (c'est-à-dire un film sans aucune contribution américaine) à l'époque, dépassant les 43 millions de dollars de Arrête de ramer, t'es sur le sable,.
En France, le film passe un peu inaperçu à sa sortie en salles, ne totalisant que 312 931 entrées.

## Distinctions

### Récompenses
- British Academy Film Awards 1982 :
  - Meilleur film
  - Meilleurs costumes pour Milena Canonero
- Golden Globes 1982 : meilleur film en langue étrangère
- Oscars 1982 :
  - Meilleur film
  - Meilleur scénario original pour Colin Welland
  - Meilleure musique pour Vangelis
  - Meilleurs costumes pour Milena Canonero

## Commentaires

### Analyse
- Si vous ne connaissez pas le sujet, laissez ce bandeau (vous pouvez alors contacter les auteurs).
- Si vous supprimez le contenu mis en cause (vous pouvez préalablement contacter les auteurs),

argumentez précisément cette suppression dans la page de discussion
(un manque de référence n'est pas un argument ; une recherche réelle de référence doit avoir été effectuée, être formellement documentée).
Le canevas est complexe et suit en parallèle les expériences d'Abrahams et de Liddell, tout en dressant le portrait de leurs caractères et de leur tempérament face à l'adversité.
Il y a une prédominance de thèmes sportifs, mais également culturels et même religieux. Ces thèmes sont souvent abordés à travers une comparaison des deux héros, qui diffèrent par leurs valeurs, modes de vie, croyances et comportements. La musique éthérée du film et le rapprochement entre la volonté du sportif et la foi religieuse donnent par moments un tournant mystique au film. D'autres thèmes sont présentés, comme la ferveur religieuse, l'antisémitisme, l'élitisme, l'engagement.

### Véracité historique
Une scène du film relate une course durant laquelle les coureurs parviennent à faire le tour de la Grande Cour du Trinity College de Cambridge avant que ne sonne le douzième coup de midi. En réalité, cette scène fut filmée à Eton.
Il est admis que les seules personnes à avoir réellement réalisé le tour de la Grande Cour dans ce laps de temps sont David Burghley en 1927, Sebastian Coe lorsqu'il battit Steve Cram à l'occasion d'une compétition de charité en octobre 1988, Steve Cram et Sam Dobin en 2007.
Lord Burghley a inspiré le personnage de Lord Lindsay. Il participa aux jeux d'été de 1924 mais fut éliminé dès le premier tour. Il participa à nouveau aux jeux de 1928 et remporta une médaille d'or au 400 mètres haies. Lord Burghley étudia effectivement à Eton et Cambridge comme dépeint dans le scénario, mais n'y fut pas contemporain d'Abrahams car pour les besoins du scénario, le crédit de la course qu'il avait emportée au Trinity College fut attribué à ce dernier. David Burghley âgé de 76 ans à la sortie du film, refusa de le visionner en signe de protestation.
Le scénario prend également une grande liberté avec le refus d'Eric Liddell de courir le 100 mètres. Dans le film, Liddell apprend que la course aura lieu un dimanche alors qu'il s'apprête à embarquer sur le bateau qui doit mener l'équipe olympique britannique à Paris. En réalité, le calendrier fut publié plusieurs mois avant l'événement et Liddell consacra les mois qui suivirent à s'entraîner pour le 400 mètres, discipline dans laquelle il avait toujours excellé. La scène montrant Liddell remonter un retard de 20 mètres après une chute provoquée par un athlète français lors d'un 400 mètres contre la France est, quant à elle, véridique.
C'est un masseur de l'équipe américaine qui fit remettre à Liddell un billet pour le soutenir dans ses convictions avant la course ; le réalisateur demanda à Jackson Scholz s'il acceptait d'assumer ce rôle, celui-ci déclara qu'il acceptait dès l'instant où c'était bon pour son image. Par ailleurs, le réalisateur Hugh Hudson, reconnait avoir pris la liberté de faire courir Liddell avec le billet en main, mais avoue une erreur de raccord, car sur les séquences en gros plans, l'on voit parfaitement que le coureur écossais ne tient pas le papier dans sa main droite.
Harold Abrahams était un outsider lorsqu'il remporta le 100 mètres, battant ainsi tous les favoris américains, dont Jackson Scholz et Charlie Paddock. Il parvint en finale du 200 mètres mais termina sixième et dernier. Il remporta une seconde médaille, d'argent cette fois, en ouvrant le relais 4 × 100 mètres.
Arthur Porritt, médaillé de bronze du 100 mètres pour la Nouvelle-Zélande, ne désira pas que son nom apparaisse à l'écran. C'est un personnage fictif, Tom Watson, qui prend sa place.
La véritable épouse d'Abrahams s'appelait Sybill Evers et était effectivement chanteuse ; Sybill Gordon est le nom d'une autre chanteuse qu'Abrahams n'a jamais épousée.
Aubrey Montague est connu sous le nom d'Evelyn Aubrey Montague. Il arriva 6e au steeplechase 3 000 mètres.

### Titre
Le titre du film est inspiré d'un poème de William Blake, And Did Those feet in Ancient Time, mis en musique par Charles Hubert Hastings Parry en 1916 dans son hymne Jerusalem, et devenu une chanson extrêmement légendaire dans la culture anglaise, véritable hymne patriotique très utilisé pendant les guerres passées, à tel point que le Premier Ministre Atlee a déclaré ironiquement en 1945 que les Anglais allaient construire une nouvelle Jérusalem en Angleterre.
Le poème contient de multiples références à l'Angleterre de l'époque, les universités connues, Napoléon, la révolution industrielle, Jésus en Grande-Bretagne et, bien sûr, le prophète Élie dans le passage où le terme « chariot de feu » est utilisé. Le poème a en fait subi une énorme instrumentalisation en Angleterre du fait de la version musicale de 1916, tant et si bien que beaucoup croient que le titre du poème est Jerusalem, et que certains disent qu'il est le morceau anglais le plus connu après l'hymne national. Le poème sert aussi de préface à l'œuvre de Blake : Milton, a Poem paru en 1804 :
Bring me my bow of burning gold!
Bring me my arrows of desire!
Bring me my spear! O clouds, unfold!
Bring me my chariot of fire!
(Apportez-moi mon arc d'or incandescent / Apportez-moi mes flèches de désir / Apportez-moi ma lance ! Ô nuages, déchirez-vous / Apportez-moi mon chariot de feu)

### Postérité
À l'ouverture des Jeux olympiques d'été de 2012, lors de la cérémonie d'ouverture, un hommage est rendu au film. L'acteur comique Rowan Atkinson s'imagine courir avec les athlètes Anglais (sur la plage, au début du film) alors qu'il se trouve dans l'Orchestre symphonique de Londres, en train de jouer la musique du film, sous la direction de Simon Rattle. Le thème original du film est également joué par la Garde républicaine française lors de la cérémonie de clôture des Jeux paralympiques de 2024 au Stade de France.
Le troisième épisode de la cinquième saison de The Crown (2022) met en scène la production du film et sa victoire aux Oscars 1982 en se concentrant sur le rôle du producteur Dodi Al-Fayed. La célèbre scène d'introduction du film est reconstituée dans l'épisode qui en montre le tournage.

### Vidéographie
- zone 2 : Les Chariots de feu, édition spéciale 2 DVD, 20th Century Fox Home Entertainment, 2005,  (EAN 8-712626-018636). — édition contenant en suppléments un commentaire audio de Hugh Hudson, un documentaire Les Chariots de feu - Les retrouvailles, un making-of et 7 scènes coupées